# Журавлёв, Александр Семёнович
Алекса́ндр Семёнович Журавлёв (24 мая 1922, деревня Вишняки Лужницкого сельсовета Торопецкого уезда Псковской губернии — 23 марта 2001, Санкт-Петербург) — участник Великой Отечественной войны и войны с Японией, полный кавалер ордена Славы.

## Биография
Александр Журавлёв родился весной 1922 года в русской крестьянской семье на землях северо-западнее Москвы, близ города Торопец Псковской губернии (в дальнейшем Торопецкий район будет отнесён к Калининской области РСФСР). По месту жительства получил начальное образование. Жил в Ленинграде, куда, к месту своей службы на Балтике, переехал отец. Окончил 7 классов — получил неполное среднее образование. Во время начавшейся Великой Отечественной войны в возрасте 19 лет стал работать на заводе, выпускали военную продукцию. После работы участвовал в патрулировании города в составе дружины Гражданской обороны. На себе испытал всю долю блокадника. Голодной зимой 1941—1942 умерли родители, сестру эвакуировали и Александр остался один. Неоднократно подавал заявления о призыве в армию, но в Ленинграде ему отказывали ввиду производственной необходимости. Зимой 1942—1943 года Александра эвакуировали на восток, жил в городе Томске. Работал заместителем начальника участка в пригородном совхозе. В конце весны 1943 года Томским горвоенкоматом призван в ряды Красной Армии, направлен в одну из учебных частей близ Томска на курсы полковой школы разведчиков. В действующей армии, на передовой фронта — с августа 1943.
Участник Сталинградской битвы. В 1944—1945 воевал сначала в составе 1-го Украинского фронта, затем в гвардейских частях 2-го Украинского фронта. Воевал в составе 156-го (с сентября 1944 года — 83-го гвардейского) танкового полка, был разведчиком, командиром отделения разведки. Вскоре после награждения первым орденом Славы был серьёзно ранен и лечился в госпитале. После выздоровления вернулся в свою часть.
Вот как литературно описан один из подвигов:
…У моста через Буг бойцы заметили подозрительное оживление у противника. На рассвете они атаковали. Завязался бой. Не выдержав шквального огня, фашисты начали откатываться. Журавлев увидал стремглав метнувшегося от моста вражеского солдата. «Подложил взрывчатку», — мелькнуло в голове. На полном ходу разведчик выскочил из бронемашины и кинулся к мосту. Вокруг засвистели пули, начали рваться мины. По лицу разведчика катился пот. Ему стало казаться, что под вражеским обстрелом он бежит вечность. «Надо успеть, надо», — подгонял себя Журавлев. С разбега упал на шнур, перерезал его и отбросил тлеющий конец в воду. Вскоре по мосту прошли наши танки….
Участвовал в освобождении территории РСФСР, Украины, Молдавии, Румынии, Венгрии (геройски проявил себя в ходе битвы за взятие Будапешта), воевал в горах Австрии, Югославии и Чехословакии. Боевые действия завершил участием в Пражской операции, уже после официальной Победы в мае 1945 года.
После окончания боёв на европейском театре военных действий, после короткого переформирования, летом 1945 года гвардейская часть, в которой служил А. С. Журавлёв, в числе прочих воинских формирований была переброшена на Дальний Восток, в район напротив китайского Большого Хингана. В августе 1945 началась советско-японская война, участником которой стал Журавлёв. Участвовал в разгроме японских войск на территории Маньчжурии, освобождал Китай.
Демобилизован из армии в 1946. Вернулся на родину в Калининскую область. Жил в городе Андреаполь. Здесь окончил вечернюю среднюю школу, работал в Андреапольском райотделе милиции. За безупречную службу был направлен на учёбу в Вильнюсскую офицерскую школу МВД СССР, после окончания которой направлен на службу в Ленинград. Служил в подразделениях Управления внутренних дел Леноблгорисполкома. В 1972 подполковник Журавлёв уволен в запас.
Участник парадов Победы в Москве на Красной площади летом 1945 и в мае 1995.
Член ВКП(б)/КПСС с апреля 1945 по 1991.
Умер 23 марта 2001 года.
Похоронен в Санкт-Петербурге на Волковском лютеранском кладбище.

## Подвиги
- Командир отделения разведки 156-го танкового полка (45-я механизированная бригада, 5-й механизированный корпус, 1-й Украинский фронт) младший сержант Журавлёв 18.01.1944 в районе сёл Тыновка и Павловка (Жашковский район Черкасской области) с бойцами разведал расположение огневых точек противника. При возвращении с задания в составе группы вступил в схватку с разведывательной группой врага, лично в бою поразил до 10 гитлеровцев. Приказом от 12.04.1944 награждён орденом Славы III степени (№ 51040).
- Командир отделения разведки 83-го гвардейского танкового полка (18-я гвардейская механизированная бригада, 9-й гвардейский механизированный корпус, 2-й Украинский фронт) гвардии старший сержант Журавлёв в ночь на 08.12.1944, действуя в составе группы разведки, близ населённых пунктов Агард, Нетени (Венгрия) с отделением, выявил огневые точки противника, доставил ценные сведения, нанес врагу урон в живой силе. Приказом от 24.01.1945 награждён орденом Славы II степени (№ 8927). Процедура утверждения награждения заняла некоторое время, пока документы ходили по инстанциям, боец-разведчик вновь геройски отличился в бою.
- 20.01.1945 восточнее столицы Венгрии города Будапешт, будучи в разведке в составе взвода, гвардии старший сержант Журавлёв в бою уничтожил автомашину, 15 солдат противника, захватил у врага 2 ручных пулемёта. Был вновь представлен к награждению орденом Славы. В боевых условиях приказом по фронтовому соединению от 23.02.1945 награждён орденом Славы II степени повторно. Впоследствии, в соответствии со статусом ордена, Указом Президиума Верховного Совета СССР от 20 декабря 1950 года, в порядке перенаграждения, Журавлёву Александру Семёновичу был заменён второй орден Славы II степени на орден Славы I степени (№ 1657).

Получив в боях 3 звезды солдатской Славы, Александр Семёнович Журавлёв стал солдатом-героем, полным кавалером ордена.

## Награды
- 3 ордена Славы: III степени (12.04.1944), II степени (24.01.1945), II степени (23.02.1945); перенаграждён (замена ордена от 23.02.1945) на орден I степени (20.12.1950).
- 2 ордена Отечественной войны II степени (1944), и I степени (1985).
- Медаль «За победу над Германией в Великой Отечественной войне 1941-1945 гг.»
- на снимке Журавлёва в парадной форме в 1950-х годах видно ок. 15 медалей — награды СССР и других стран.

## Память
- Имя Александра Семёновича Журавлёва представлено на Памятной стеле томиче́й-героев на аллее Боевой славы томиче́й в Лагерном саду города Томска.

## Литературные источники
- Кавалеры ордена Славы трёх степеней: Краткий биографический словарь / Пред. ред. коллегии Д. С. Сухоруков. — М.: Воениздат, 2000. — С.202.
- Слава, слава, слава! — М.: Московский рабочий, 1979
- Томск в судьбе Героев: Краткий биографический справочник Героев Советского Союза и кавалеров ордена Славы I степени / Сост. Н. Б. Морокова. — Томск: Издательский дом D-Print, 2005. — 168 с. ISBN 5-902514-12-6. — С.145-146.
- ЦАМО РФ. Архивная справка № 11/82130 от 21.03.2002.